# Bükkfalva község
Bükkfalva község (románul: Comuna Bucovăț) község Temes megyében, Romániában. Központja Bükkfalva, hozzá tartozik Újbázos.

## Népessége
A 2011-es népszámlálás adatai alapján a község népessége 1601 fő volt.

## Története
2008-ban alakult a korábban Temesremete községhez tartozó Bükkfalva és Újbázos falvakkal.